# تالش گشتاسبی

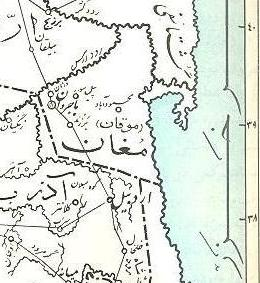
گستره گشتاسبی در زمان خلافت عباسی.

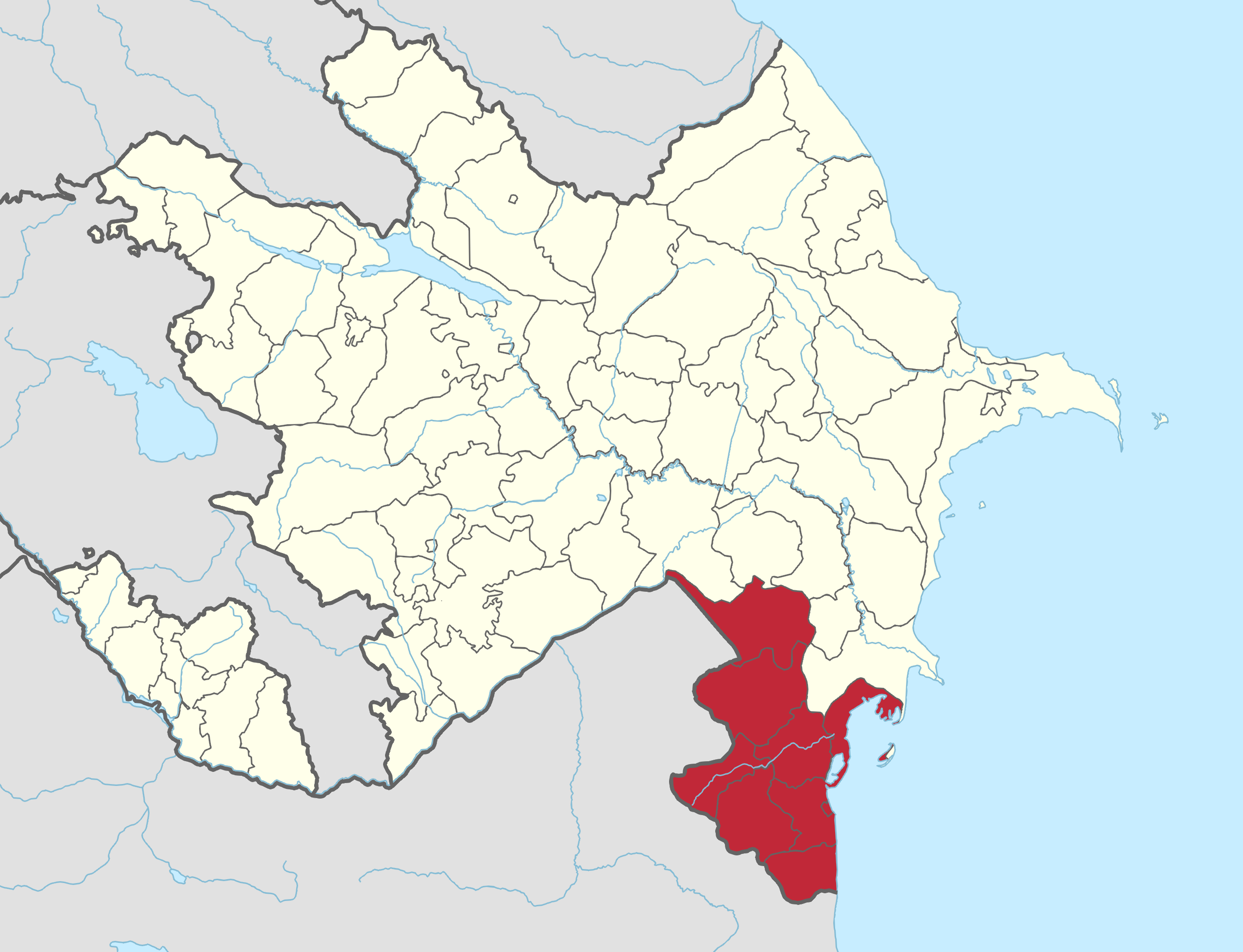
منطقهٔ تالش گشتاسبی که در سال ۱۹۹۳ تحت نام جمهوری خودگردان تالش از جمهوری آذربایجان اعلام جدایی کرد. گشتاسبی در محدودهٔ قدیمی‌اش به تمامی ناحیهٔ میان اردبیل تا باکو اطلاق می‌شد.

تالش شمالی یا تالش گُشتاسبی بخش شمالی تالش و یک منطقه تالش‌نشین است که امروزه در جنوب شرقی جمهوری آذربایجان قرار دارد و از رایون‌های آستارا، لریک، لنکران، ماساللی و یاردیملی تشکیل شده‌است.
در منابع اسلامی این منطقه را گشتاسفی می‌نامیدند.
حمدالله مستوفی در نزهةالقلوب (تألیف در ۷۴۰ق/۱۳۳۹م) زبان زنجان و مراغه و گشتاسفی را پهلوی ذکر می‌کند و می‌گوید «زبانشان پهلوی به جیلانی بازبسته‌است» که منظور همان گویش‌های گوناگون زبان‌های تاتی‌تبار است. بسیاری از اهالی تالش شمالی بر مذهب تسنن اند گویا تمایل به تشیع در میان اهالی تالش شمالی از اوایل دوره صفوی آغاز شد. تأثیرات باورهای زرتشتی نیز هنوز در مذهب آن‌ها مشهود است.

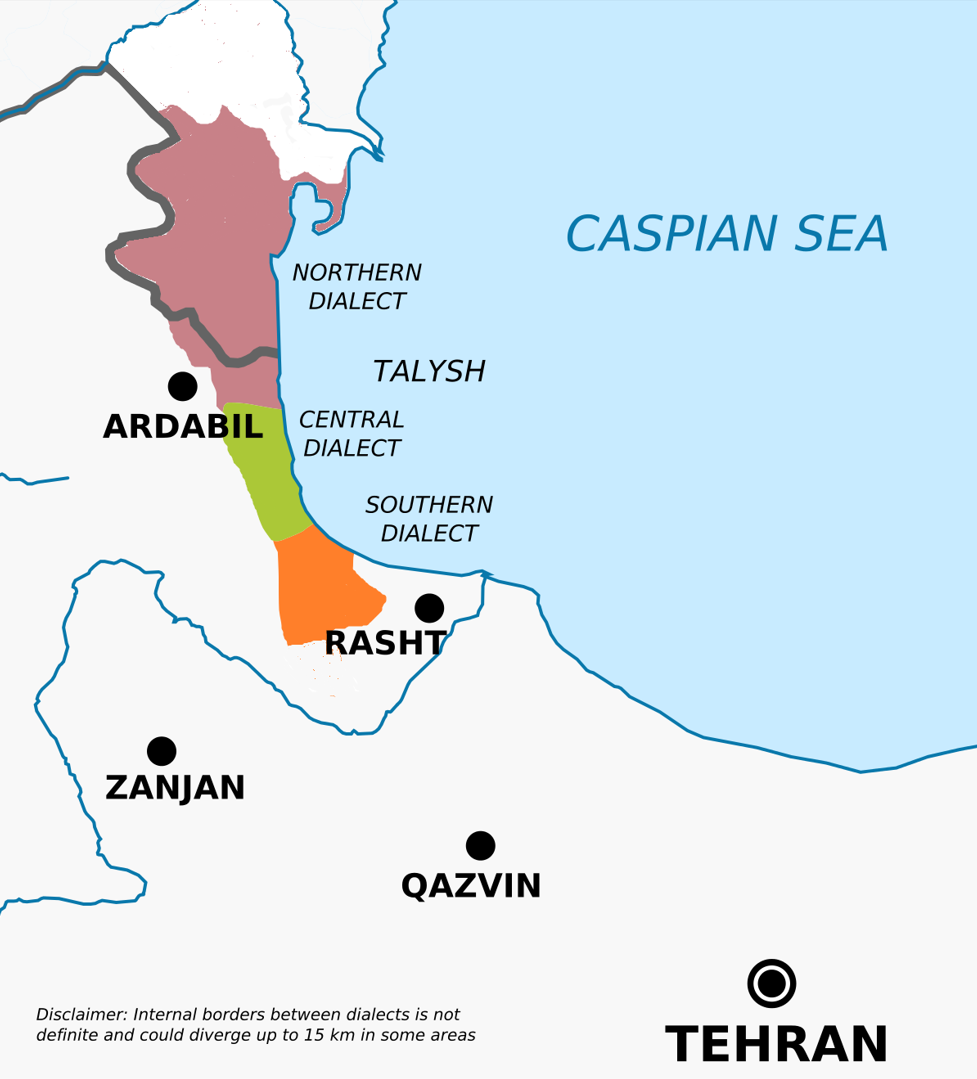
گویشوران بومی زبان تالشی در ایران و آذربایجان

## در قدیم
منابع قدیمی مانند نزهةالقلوب صص ۹۲–۹۳ و تاریخ گزیده ص ۱۸۰ در مورد گشتاسفی نوشته‌اند:
از کنار آب دریا ولایت گشتاسفی است که گشتاسف بن لهراسب آن را ساخت و نهری بزرگ از آب کر و ارس بریده‌است و از آن جوی‌ها برداشته و بر آن دیهای فراوان ساخته. حاصلش غله، برنج، اندک پنبه و میوه بود مردمش سفید چهره‌اند و بر مذهب امام شافعی. زبانشان پهلوی بجیلانی باز بسته‌است. حقوق دیوانیش بر امان سابق پیش از ظهور دولت مغول کمابیش صد تومان این زمان بوده‌است و اکنون صد و هجده هزار و پانصد دینار است و در وجه اقطاعات عساکر که آن را ساکن اند متفرق باشد.
نخستین سفر شیخ زاهد گیلانی (کسی که شیخ صفی‌الدین اردبیلی مرید او بوده) به گشتاسبی آذربایجان در کرانهٔ دریای خزر بود. در آن زمان پادشاه آن دیار شیروانشاه اخستان بود و پسری داشت سیامک نام که به حکم ارغون خان (۶۸۳–۶۹۰) پادشاه مغول کشته شد.
تا زمان افشاریه، بخش جنوبی شهرستان طوالش تابع حکومت کسگر بود و بخش‌های میانی آن تا آستارا فرمان‌بر «ناو» و «طول» بود (اسپهند) و بخش شمالی آن را «گشتاسفی» یا «گشتاسبی» می‌خواندند و مرکز حکومتی آن «لنکران» بود.

## تصرف توسط روسیه
بر پایهٔ عهدنامه ترکمنچای در ۲۱ فوریه ۱۸۲۸ (میلادی) در زمان فتحعلی شاه قاجار، میان روسیه و ایران امضا شد تالش گشتاسبی نیز یکی از سرزمین‌هایی بود که از ایران جدا شد.
پس از اعلام این تصمیم، اعتراضات گسترده مردمی سراسر تالش گشتاسبی را فرا گرفت. میرحسن‌خان، حاکم ایرانی تالش شمالی، با این عهدنامه مخالفت کرد و با درافتادن با عباس میرزا محبوس شد و از حبس گریخت. او مدتی مقاومتی مسلحانه در جنگل‌های میانکوه علیه نیروهای روسی انجام داد که بی‌نتیجه بود و در سال ۱۲۴۶ قمری به طرز مشکوکی در تهران درگذشت.
روس‌ها پیش از این تاریخ در زمان یکی از جنگ‌های خود با ایران، پس از تسخیر موقت تالش گشتاسبی، برای تثبیت خود در منطقه، ضمن احداث استحکامات در سراسر منطقه، به کوچاندن اجباری تاتارها (ترک زبانان اَرّان)، گرجی‌ها و ارمنی‌ها به تالش گشتاسبی دست زدند که با مرگ پتر در ژانویه ۱۷۲۵/۱۱۳۷ ق. این سیاست آن‌ها تا اندازه‌ای معوق ماند.
با ایستادگی تالشان در برابر مهاجران ناخوانده و حمایت روس‌ها از مهاجران، درگیری معمولاً به سود مهاجران پایان می‌یافت.
روس‌ها همچنین به صورت گسترده‌ای دست به ویران‌سازی آثار و ابنیهٔ تالش زدند. به ویژه مسجدها، از جمله مسجد کربلایی خداویردی و ساختمان‌های حکومتی ایران مانند دیوان‌خانهٔ میرمصطفی‌خان مورد تخریب قرار گرفت.
روس‌ها به زور وارد خانهٔ روحانیان و مردم تالش می‌شدند و آن‌ها را به استهزاء می‌گرفتند و به دارایی‌هایشان دست‌اندازی می‌کردند. این فشارها باعث کوچ شمار زیادی از تالشان شمالی به تالش جنوبی در ایران شد. گروهی در منطقهٔ تالش‌دولاب و سه هزار خانوار که از منطقهٔ لنکران کوچیده بودند در نواحی ویلکیج و نمین ساکن شدند.
لازم به ذکر است عده‌ای از تالشان و نزدیکان میرمصطفی خان هم بعدها به نواحی مرکزی ایران مانند اصفهان که شهر بزرگ و پررونق ایران بود نیز مهاجرت کردند.
قطع درختان تالش گشتاسبی و انتقال چوب‌ها به شروان و روسیه، دست‌گذاشتن بر زنبورداری تالشان و وصول مالیات‌های سنگین و بیگاری‌کشیدن از تالشان از دیگر اقدامات روس‌ها در منطقه بود.
در دوران معاصر تالش‌ها در سال ۱۹۹۳ میلادی در منطقهٔ خود در جمهوری آذربایجان جمهوری خودگردان تالش را تشکیل دادند که پس از مدتی ملغی شد.

## خوانش بیش‌تر
- محمدوف، الهام، تاریخچه جمهوری خود مختار تالش مغان، ترجمهٔ علی عبدلی.
- تاریخ لنکران (به انگلیسی)
- Бартольд В.В. Место прикаспийских областей в истории мусульманского мира. Баку. 1924.
- Минорский В.Ф. История Ширвана и Дербенда X XI веков. М., 1963.
- Агеев Г. Д., Квачидзе В. А. Разведки на западном побережье Каспийского моря // Археологические открытия 1970 года. — М.: Наука, 1971.
- Квачидзе В. А., Мамедов Р. А. Гидроархеологические исследования поселения Бяндован // Археологические открытия 1971 года. — М.: Наука, 1972.
- Квачидзе В. А. Подводная экспедиция на городище Бяндован // Археологические открытия 1975 года. — М.: Наука, 1976.
- A Mongol Decree of 720/1320 to the Family of Shaykh Zāhid  / Vladimir Minorsky